# Les Rats (roman)
Pour les articles homonymes, voir Les Rats.
Les Rats (titre original : The Rats) est un roman de James Herbert paru en 1974. Il s'agit du premier roman de son auteur.

## Les personnages
- Harris : professeur de dessin à l'école St Michael dans l'East End à Londres.

- Judy : femme de Harris.

- Henry Guilfoyle : ancien représentant d'une papeterie dans les Midlands devenu clochard. Première victime des rats.

- Keogh : élève de Harris à St Michael. Il meurt à la suite de la morsure d'un rat.

- Docteur Strackley : médecin au London Hospital.

- Tunstall : secrétaire général du London Hospital.

- Foskins : sous-secrétaire à la Santé publique. Tué par les rats gardiens de la reine.

- Albert Ferris : exterminateur de rats. Attaqué et tué par des rats.

- Hazel : tante de Judy. Vit à Walton.

- Dave Moodie : attaqué par des rats dans une station de métro de l'East End.

- Evil Johnson : travaille dans une station de métro de l'East End. Fuyant les rats, il est tué par une rame de métro.

- Henry Sutton, Jenny Cooper et Violet Melray : passagers d'un métro attaqué par les rats.

- Ainsley : professeur à la même école que Harris.

- Norton : directeur de l'école où enseigne Harris. Mordu par un rat.

- Grimble : vice-directeur où enseigne Harris.

- Stephen Howard : chercheur scientifique qui travaille pour le gouvernement. C'est lui qui a l'idée d'utiliser un virus pour tuer les rats.

- Stephen Abbott : adolescent attaqué et tué par des rats dans une salle de cinéma.

- George Fox : gardien au zoo de Londres. Tué par un guépard au moment où le zoo est attaqué par les rats.

- William Bartlett Schiller : zoologiste. A passé plusieurs années en Nouvelle-Guinée à étudier des animaux mutants. A emmené des rats mutants à Londres pour les faire se reproduire.

## Résumé
Un jeune professeur de dessin londonien voit sa ville envahie par des hordes de rats mutants plus grands, plus féroces et surtout plus intelligents que les autres rats. La vétusté des quartiers pauvres, les ruines d'immeubles détruits pendant la Seconde Guerre mondiale et surtout l'apathie des hommes politiques en place rendent son combat et celui de ses compagnons contre les monstres mangeurs d'homme encore plus difficile.

## L'histoire

### Les premières attaques
Lorsque l'un de ses élèves, Keogh, arrive en retard après s'être fait mordre par un rat, Harris, professeur de dessin dans un quartier pauvre de Londres décide de l'emmener lui-même à l'hôpital. Lorsqu'il apprend le lendemain que Keogh est mort dans la nuit des suites de la morsure, il s'étonne qu'une blessure aussi bénigne ai pu provoquer le décès. Si les médecins sont également sceptiques, c'est au sujet de la maladie elle-même: si la Leptospirose, ou maladie de Weil, peut provoquer la mort, la période d'incubation est beaucoup plus longue et facilement guérissable à l'aide d'antibiotique. 
Connaissant les lieux, il se voit proposer par Foskins, du ministère de la Santé Publique, de conduire un employé de la dératisation à l'endroit où l'enfant disait avoir été mordu. Attaqué, il réussit à sauver sa vie, mais l'employé ainsi que quelques autres personnes n'ont pas cette chance. À la suite de ses attaques, les médias rappellent la misère régnant dans ces quartiers et la dangereuse présence de ruines de la seconde guerre mondiale, les politiques s'engagent à remédier à tout cela et la plupart des londoniens vivent dans la crainte.

### Les premières grosses attaques
Le temps passe, il n'y a plus d'attaques et les rats noirs semblent avoir disparu, les gens ont oublié au profit d'une actualité plus fraîche. Mais rien n'a changé: les quartiers miséreux le sont restés et n'ont pas été réhabilités. Et les attaques recommencent. D'abord une station de métro puis, sur la même ligne, un train bondé, arrêté et enflammé à cause des courts-circuits créé par les rats grignotant les câbles. C'est ensuite l'école où travaille Harris d'être attaquée, mais grâce au sang-froid et au courage du jeune professeur, les enfants s'en sortent sain et sauf, seuls le concierge et le directeur de l'école sont tués, respectivement dévoré et contaminé par les rats. D'autres attaques ont lieu un peu partout dans Londres durant cette journée que ses habitants appellent "le lundi noir".
À la suite de l'attaque, le gouvernement décide de frapper fort: des chiots auxquels on a inoculé un virus puissant sont installés partout dans la ville pour contaminer les rats. Fodkins,officiellement démis de ses fonctions à la suite des attaques, se charge des opérations et demande une fois encore l'aide de Harris qui, connaissant les lieux mieux que personnes peut dire où placer les appâts pour piéger le maximum de rongeurs.

### L'attaque finale
Encore une fois, les rats géants semblent avoir été battus, leurs cadavres parsèment les rues, les officiels s'autocongratulent. Et pendant ce temps, un cinéma et un zoo sont attaqués. 
Londres est évacuée, l'armée patrouille avec l'ordre d'abattre les pillards. Le dernier espoir, une idée proposé par Harris, consiste à attirer les rats grâce à des ultrasons pour pouvoir ensuite les gazer. Mais Harris et Foskins savent bien que cela n'est pas suffisant. Lorsque ce dernier découvre le lieu où tout a démarré, il décide de s'y rendre, seul, espérant ainsi se racheter aux yeux de l'opinion. Lorsque Harris arrive à son tour sur les lieux, il y découvre le cadavre à demi dévoré de Foskins ainsi que des rats, plus gros encore et apparemment moins gênés que leurs congénères par les ultrasons. Et dans un coin, incapable de se mouvoir, un rat encore plus gros, bicéphale et albinos : la reine. Dégoûté et enragé, il la tue, s'acharnant dessus jusqu'à détruire le cadavre.

### La fin?
Les rats sont tous morts, les ultrasons ont été émis sans discontinuer des jours durant pour attirer tous les rats et Londres reprend sa vie normale. Mais dans la cave de petits commerçants, enfermée, rendue à moitié folle par les ultrasons, une femelle a survécu avec ses petits, dont un albinos bicéphale qui semble régner sur ses frères et sœurs.

## Adaptation

### Adaptation cinématographique
- 1982 : Deadly Eyes.

### Adaptation en jeux vidéo
- 1985: adaptation en jeu vidéo pour les Commodore 64 et Sinclair Spectrum.

## Les suites
Ce roman a été suivi de deux romans et d'un roman graphique
- 1979 : Le Repaire des rats (Lair)
- 1984 : L'Empire des rats (Domain)
- 1993 : The City, un roman graphique

## Publications
- Les Rats, traduction du roman par Jacqueline Huet, édité par Pocket  (ISBN 2-266-02825-1)